# Championnats du monde d'aviron 1985
Navigation
Édition précédente Édition suivante
Les championnats du monde d'aviron 1985, quinzième édition des championnats du monde d'aviron, ont lieu fin août et début septembre 1985 à Willebroek, en Belgique.

## Médaillés

### Hommes
| Épreuves     | Or | Or      | Argent | Argent  | Bronze | Bronze  |
| ------------ | --- | ------- | --- | ------- | --- | ------- |
| M1x          | Finlande Pertti Karppinen | 6:48.08 | États-Unis Andrew Sudduth | 6:50.96 | Allemagne de l'Ouest Peter-Michael Kolbe | 6:59.75 |
| M2x          | Allemagne de l'Est Thomas Lange Uwe Heppner | 6:15.49 | Union soviétique Mykola Chupryna Yuriy Zelikovich | 6:19.48 | Suisse Jürg Weitnauer Urs Steinemann | 6:22.27 |
| M4x          | Canada Doug Hamilton Robert Mills Paul Douma Mel LaForme | 5:44.57 | Allemagne de l'Est Jens Köppen Rüdiger Reiche Uwe Sägling Karl-Heinz Bußert                                                                                        | 5:44.85 | Tchécoslovaquie Jan Vochoska Zdeněk Bureš Miloš Zářecký Jaroslav Švrček                                                                                               | 5:47.42 |
| M2-          | Union soviétique Nikolay Pimenov Yuriy Pimenov | 6:38.39 | Grande-Bretagne Adam Clift Martin Cross | 6:38.47 | Espagne Fernando Climent Luis María Lasúrtegui | 6:40.23 |
| M2+          | Italie Carmine Abbagnale Giuseppe Abbagnale Giuseppe Di Capua (c) | 6:53.40 | Roumanie Dimitrie Popescu Vasile Tomoiagă Dumitru Răducanu (c) | 6:56.04 | Allemagne de l'Est Thomas Kessler Uwe Gasch Olaf Gerschau (c) | 6:57.80 |
| M4-          | Allemagne de l'Ouest Norbert Keßlau Volker Grabow Jörg Puttlitz Guido Grabow                                                                                            | 6:00.19 | Union soviétique Jonas Narmontas Sergey Smirnov Viktor Pereverzev Gennadi Kryuçkin                                                                                 | 6:01.25 | Allemagne de l'Est Hans Sennewald Thomas Greiner Thomas Bänsch Olaf Förster                                                                                           | 6:03.87 |
| M4+          | Union soviétique Sigitas Kučinskas Ivan Visotchkin Vladimir Romanishin Igor Zotov Mikhail Sassov (c)                                                                    | 6:07.23 | Italie Mario Lafranconi Giovanni Suarez Gino Iseppi Giuseppe Carando Siro Meli (c)                                                                                 | 6:08.79 | Allemagne de l'Est Dietmar Schiller Karsten Schmeling Bernd Niesecke Bernd Eichwurzel Hendrik Reiher (c)                                                              | 6:08.97 |
| M8+          | Union soviétique Mykola Komarov Viktor Diduk Jonas Pinskus Veniamin But Viktor Omelyanovich Pavlo Hurkovskiy Aleksander Voloshin Andrey Vasilyev Hryhoriy Dmytrenko (c) | 5:33.71 | Italie Agostino Abbagnale Sergio Caropreso Antonio Maurogiovanni Alfredo Bollati Giovanni Miccoli Maurizio Donna Annibale Venier Pasquale Marigliano Siro Meli (c) | 5:34.58 | États-Unis John Strotbeck Thomas Kiefer Jonathan Smith Kurt Bausback Chris Penny Kevin Still Chris Huntington Michael Teti Mark Zembsch (c)                           | 5:34.72 |
| Poids légers | |         | |         | |         |
| LM1x         | Italie Ruggero Verroca | 7:05.80 | Autriche Raimund Haberl | 7:10.16 | États-Unis Paul Fuchs | 7:10.56 |
| LM2x         | France Luc Crispon Thierry Renault | 6:29.44 | Italie Carlo Gaddi Francesco Esposito | 6:30.05 | Allemagne de l'Ouest Hartmut Schäfer Roland Ehrenfels | 6:32.50 |
| LM4-         | Allemagne de l'Ouest Alwin Otten Frank Rogall Thomas Jaekel Wolfgang Birkner                                                                                            | 6:12.44 | Italie Franco Pantano Dario Longhin Nerio Gainotti Mauro Torta | 6:14.97 | États-Unis Edward Gribbin Charles Cobbs Michael Morrison Fred Michini                                                                                                 | 6:17.18 |
| LM8+         | Italie Maurizio Losi Michele Savoia Vittorio Torcellan Massimo Lana Stefano Spremberg Paolo Marostica Andrea Re Fabrizio Ravasi Massimo Di Deco (c)                     | 5:46.66 | États-Unis Mark Hanley Seymour Danberg Neil Olesen Michael Scott John Younger Peter Kermond Charles Butt Stephen Schmitt Jonathan Fish (c)                         | 5:48.47 | Espagne José Manuel Cañete José Crespo Carlos Muniesa Jacinto Accensi Abella Víctor Llorente Fernando Molina Castillo Eulogio Génova Benito Elizalde Ibon Alcorta (c) | 5:50.88 |

### Femmes
| Épreuves     | Or | Or      | Argent | Argent  | Bronze | Bronze  |
| ------------ | --- | ------- | --- | ------- | --- | ------- |
| W1x          | Allemagne de l'Est Cornelia Linse | 7:48.37 | Roumanie Valeria Răcilă | 7:45.85 | États-Unis Anne Marden | 7:48.43 |
| W2x          | Allemagne de l'Est Sylvia Schwabe Martina Schröter | 6:58.80 | Roumanie Mărioara Popescu Elisabeta Lipă | 7:05.70 | Bulgarie Magdalena Georgieva Violeta Ninova | 7:06.52 |
| W4x          | Allemagne de l'Est Ramona Balthasar Birgit Peter Jutta Hampe Kristina Mundt                                                                                           | 6:22.47 | Union soviétique Antonina Machina Nataliya Grigoryeva Yelena Khloptseva Yelena Matiyevskaya                                                                                | 6:23.99 | Roumanie Anișoara Bălan Veronica Cochela Anișoara Sorohan Maricica Țăran                                                                                | 6:29.09 |
| W2-          | Roumanie Rodica Arba Elena Horvat | 7:25.08 | États-Unis Sherri Cassuto Susan Broome | 7:31.96 | Allemagne de l'Est Kerstin Toußaint Ramona Hein | 7:34.44 |
| W4+          | Allemagne de l'Est Kerstin Spittler Jutta Abromeit Steffi Götzelt Carola Lichey Daniela Neunast (c)                                                                   | 6:50.08 | Roumanie Florica Lavric Maria Fricioiu Chira Apostol Olga Homeghi Viorica Ioja (c)                                                                                         | 6:53.33 | Canada Lisa Robertson Barbara Armbrust Christine Clarke Tricia Smith Lesley Thompson (c)                                                                | 6:55.67 |
| W8+          | Union soviétique Olena Pukhaieva Sariya Zakyrova Elena Tereshina Marina Suprun Marina Znak Irina Teterina Nataliya Yatsenko Lidiya Averyanova Valentina Khokhlova (c) | 6:14.00 | Allemagne de l'Est Susann Heinicke Gerlinde Doberschütz-Mey Beatrix Lehman Martina Walther Kathrin Thurm Ute Stange Kathrin Dienstbier Carola Hornig Sylke Kretzschmar (c) | 6:14.89 | Roumanie Doina Bălan Marioara Trașcă Livia Țicanu Mihaela Armășescu Adriana Chelariu Carolina Matei Camelia Diaconescu Lucia Sauca Ecaterina Oancia (c) | 6:19.49 |
| Poids légers | |         | |         | |         |
| LW1x         | Australie Adair Ferguson | 7:59.82 | Roumanie Maria Micșa | 8:01.58 | États-Unis Ann Martin | 8:02.74 |
| LW2x         | Grande-Bretagne Lin Clark Beryl Crockford | 7:30.52 | Allemagne de l'Ouest Brigitte Helmers Alrun Urbach | 7:33.31 | France Désirée Décriem Isabelle Lignan | 7:38.90 |
| LW4-         | Allemagne de l'Ouest Monika Wolf Sonja Petri Claudia Engels Evelyn Herwegh                                                                                            | 7:05.31 | États-Unis Sandy Kendall Jennifer Marron Marise Widmer Charlotte Hollings                                                                                                  | 7:10.38 | Australie Denise Rennex Karin Riedel Amanda Cross Gayle Toogood                                                                                         | 7:12.84 |